# لوحة شمش
لوحة شماش هي لوحة حجرية استخرجت من مدينة سيبار البابلية في جنوب العراق في عام 1881؛ وهي الآن قطعة رئيسية في مجموعة الشرق الأوسط القديمة للمتحف البريطاني. يعود تاريخها إلى عهد الملك نبو أبلا إيدينا حوالي 888 - 855 ق.م.

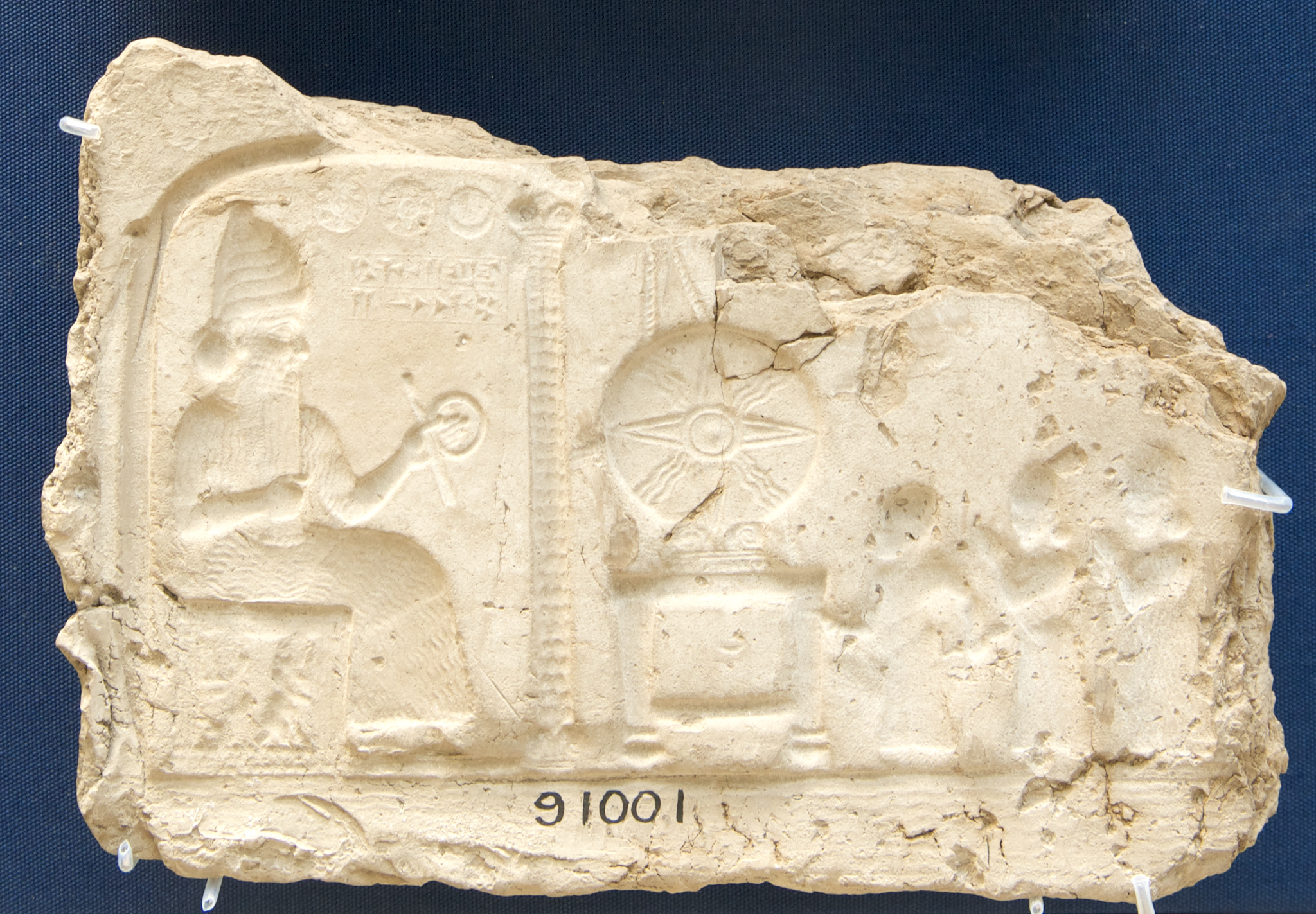
عندما نبوبولاسر اكتشف اللوحة تم وضعها في غلاف الطين هذا الذي تم تصنيعه في الأصل من قبل نبو أبلا إيدينا بعد استبدال الغطاء دفن نبوبولاسر الأصلي إلى جانب اللوحة.

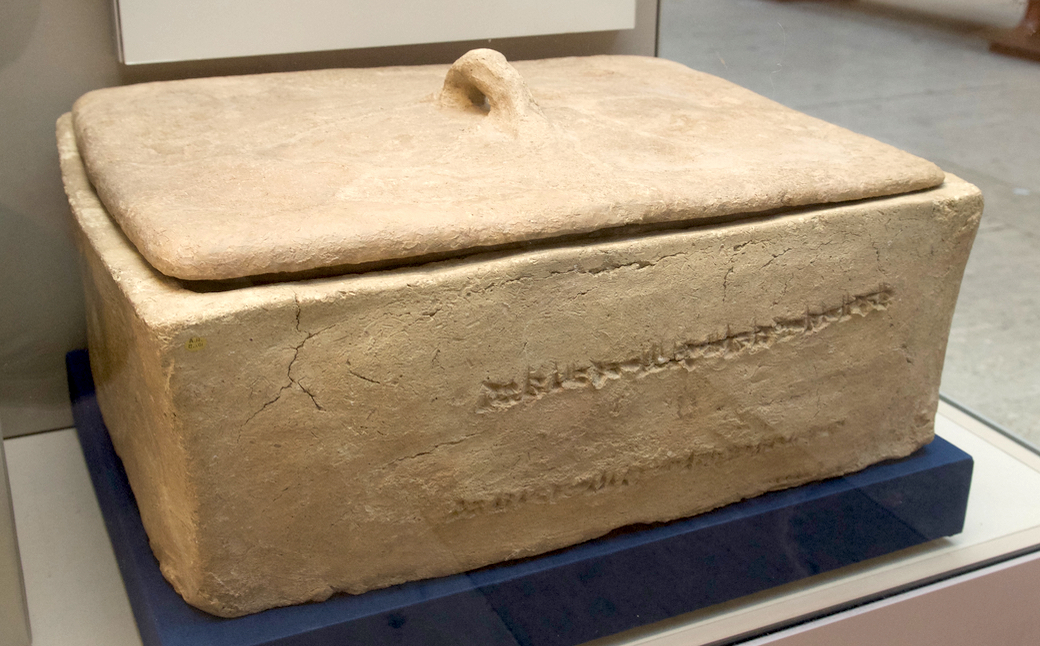
الصندوق الذي اكتشفت لوحة شماش فيه.